# 坎市龍巖戰鬥
坎市龍巖戰鬥發生於1932年10月12日－17日，地點則是在中國閩西南一帶。該戰鬥是國共內戰前期主要戰鬥之一，交戰一方為中華民國國民革命軍，另一方則為中國共產黨所領導之中國工農紅軍。